# Aboubacar N’Diaye
Aboubacar N’Diaye – iworyjski piłkarz grający na pozycji napastnika. W swojej karierze rozegrał 1 mecz w reprezentacji Wybrzeża Kości Słoniowej.

## Kariera klubowa
W swojej karierze piłkarskiej N’Diaye grał w klubie ASEC Mimosas.

## Kariera reprezentacyjna
W reprezentacji Wybrzeża Kości Słoniowej N’Diaye zadebiutował 10 marca 1986 w przegranym 0:2 grupowym meczu Pucharu Narodów Afryki 1986, rozegranym w Kairze. Z Wybrzeżem Kości Słoniowej zajął 3. miejsce w tym turnieju. Mecz z Egiptem był zarazem jego jedynym rozegranym w kadrze narodowej.